# Ron Davis
Ron Davis (geboren als Ronny David, Oudenburg, 23 november 1946 - Brugge, 22 januari 1971) was een Vlaamse zanger. Behalve zanger, componist, liedjesschrijver en orkestleider was hij ook presentator bij het toenmalige Radio Kortrijk. Zijn bekendste liedjes waren, Shamrock, Katialinda, Playboy, Hier Marie hop Marie en zijn versie van  "My Way" wereldberoemd gemaakt door Frank Sinatra met als titel: Mijn leven.

## Levensloop
Davis heeft veel van zijn jeugd doorgebracht in Oudenburg. In 1957 verhuisde de familie David naar Oostende waar ze na verschillende omzwervingen in Bredene belandden. Zijn middelbaar heeft hij doorgebracht in het Onze Lieve Vrouwecollege van Oostende. In de schoolvakanties verbleef hij meestal bij zijn grootouders in Oudenburg. Hij volgde zijn eerste muzieklessen in de muziekschool van Oostende waar hij eerste prijzen haalde voor piano en notenleer. Daarna volgde hij dictie, muziekgeschiedenis en zang in conservatorium in Gent en vervolledigde zijn studies in de muziekacademie van Brussel. Zijn eerste stappen op het podium zette hij op 17-jarige leeftijd bij het conference groepje van zijn vader, Oscar David, de Lachzaaiers.
Toen Ron Davis afgestudeerd was, werd hij muziekleraar aan het middelbaar in Liedekerke. Hij was ondertussen radiopresentator bij Radio Kortrijk (huidige Radio2 West-Vlaanderen). Hij verzorgde verschillende wekelijkse radioprogramma's waar hij verschillende artiesten en nieuw jong talent ondersteunde en lanceerde. In de jaren 1965 en 1966 toerde Davis door Vlaanderen en Nederland met de Kees Brug show.
Na zijn succesvolle doorbraak via zijn overwinning in de Will Ferdy prijs stichtte hij zijn eigen orkest, het Ron Davis kwartet. Met zijn orkest toerde hij door gans Vlaanderen op allerlei optredens in gemeentes.
In 1969/1970 had Ron Davis zijn eigen radioprogramma op BRT2 Radio Kortrijk. Verschillende opnames gebeurden in het Zeepreventorium in De Haan. Daar lanceerde hij talrijke nieuwe jonge talenten zoals Erik Marijsse, Patricia Dee en vele anderen.
Zijn grootste succes had Ron Davis in de zomer van 1970, toen hij deelnam aan de Knokke Cup. Deze gerenommeerde liedjeswedstrijd tussen verschillende landen werd jaarlijks georganiseerd in Knokke en rechtstreeks uitgezonden door de BRT televisie.
Door zijn succes in de Knokke cup werd hij geselecteerd in het najaar van 1970 voor Canzonissima dat de kandidaat aanduidde om België te vertegenwoordigen op het Eurovisiesongfestival. Door zijn auto-ongeluk heeft Davis nooit de finale bereikt. Uit respect heeft men Ron niet vervangen en werd de selectiewedstrijd verdergezet met 9 kandidaten.
Naast muziekleraar aan de middelbare school in Liedekerke was Ron Davis ook componist en producer. Naast liedjes voor verschillende zangers, componeerde hij ook veel eigen nummers onder de naam Daviny.

## Grammofoonplaten
| Titel                       | jaar | uitgever | componist/muziek                                   |
| --------------------------- | ---- | -------- | -------------------------------------------------- |
| Toe vraag me niet           | 1964 | Polydor  | Danna Welton                                       |
| De aap die muziek wou leren | 1965 | Decca    | Titine Schrijvers/Alice Toen                       |
| Ik zou gelukkig zijn        | 1967 | Basart   | Blum/Nick                                          |
| Maria, maria                | 1967 | Basart   |                                                    |
| In verre tijd               | 1967 | Cardinal | "Gino Mescoli/J.Deensen laureaat Will Ferdy prijs" |
| Slechts de liefde           | 1967 | Cardinal | Ferdy/Rowan/W. Twardy                              |
| De laatste dag              | 1968 | Cardinal | Daviny Jo Deensen                                  |
| Die grote liefde            | 1968 |          | Freddy Sunder muziek                               |
| Hier Marie, hop Marie       | 1968 |          | Al Van Dam- Mary Boduin                            |
| een verhaal                 | 1968 | Decca    | Distel                                             |
| Nu je gaat                  | 1969 | Decca    | Daviny Jo Deensen                                  |
| Dai,dai,dai                 | 1969 | Decca    | Daviny Jo Deensen                                  |
| Shamrock                    | 1969 |          | Daviny Jo Deensen                                  |
| Playboy                     | 1969 |          | Daviny Jo Deensen                                  |
| Lied van ons hart           | 1969 | Decca    | "Vernier/Deensen met Mieke Roskamp"                |
| Fata Morgana                | 1970 | Arcade   |                                                    |
| Lonely girl                 | 1970 | Arcade   |                                                    |
| Katialinda                  | 1970 | Decca    | Daviny Jo Deensen                                  |
| Maat voor niets             | 1970 | Decca    | Daviny Jo Deensen                                  |
| Mijn leven                  | 1970 |          | Revaux/Claude François - My way                    |
| Als ik oud zal zijn         | 1970 | Decca    | Daviny Jo Deensen                                  |
| Gesloten luiken             | 1970 | Decca    | Daviny Jo Deensen                                  |
| Mirakels                    | 1970 | Polydor  | Gandor                                             |

## Zangcompetities
Zijn eerste grote doorbraak was in 1963, toen hij op 17-jarige leeftijd deelnam aan de "Ontdek de Ster"-wedstrijd georganiseerd en uitgezonden op de toenmalige BRT-televisie. Hij won die wedstrijd voor zang. Hij ging op tournee met de show van Kees Brug en had optredens in gans Vlaanderen en in Nederland.
Die grote doorbraak kwam echter in 1966 toen hij de gerenommeerde "Will Ferdy"-prijs won. Hij had daarbij een platencontract vast en stichtte toen ook een orkest om hem te begeleiden bij zijn optredens. Hij trad op in gans Vlaanderen met zijn "Ron Davis"-quartet.
Hij had een zeer succesvolle carrière en werd in 1970 geselecteerd voor de Europabeker voor zangvoordracht in Knokke. Deze wedstrijd werd jaarlijks georganiseerd voor ploegen van zangers en zangeressen van verschillende landen en rechtstreeks uitgezonden door de BRT-televisie. Dat jaar bestond het Belgisch de ploeg uit: Anny Gayton, Kate, Mary Porcelijn, Truus en Ron Davis. De ploeg werd geleid door Anton Peters. Dat jaar namen in de andere ploegen enkele bekende namen deel zoals Tony Christie, Samantha Jones, Bonny Sint-Clair en de toen nog beginnende Spaanse ster, Julio Iglesias.
Uiteindelijk werd de Belgische ploeg derde. Ron liet zich echter opmerken met het lied, "Mijn leven", een remake van het wereldberoemde "My Way" van Frank Sinatra en origineel gecomponeerd door Claude François als "Comme d'habitude". Dit lied zou de stempel drukken voor zijn verdere carrière.
In het najaar van 1970 werd Ron Davis geselecteerd voor Canzonissima. Deze wedstrijd werd tweejaarlijks georganiseerd en moest de Belgische kandidaat aanduiden voor het Eurovisiesongfestival. Hij heeft slechts twee deelname selecties kunnen meemaken. Hij had een zwaar auto-ongeval voor de derde uitzending en werd uit respect niet vervangen. Uiteindelijk werden Nicole en Hugo met het liedje "Goede morgen, morgen" geselecteerd om België af te vaardigen in het Eurovisiesongfestival.

## Dodelijk ongeval
Op de middag van 21 oktober op weg vanuit Bredene naar Radio Kortrijk, verongelukte Ron Davis aan de Verenigde Natiënlaan in Oostende. In zijn wagen lag een bos bloemen. Hij zou na zijn uitzending op Radio Kortrijk naar Wemmel gereden zijn voor de verjaardag van Nicole Josy. Zover is het echter nooit gekomen. Zijn wagen kwam ten prooi aan aquaplaning, slipte en kwam tot stilstand tegen een verlichtingspaal. Uit de verhakkelde wagen werd het zwaar gekwetste lichaam van Ron Davis naar het ziekenhuis in Oostende gebracht. Gans de Vlaamse mediawereld rouwde en hoopte op herstel. Hij lag 2 maanden in coma in het ziekenhuis van Oostende, waarna hij in januari 1971 naar het AZ in Brugge werd overgebracht. Op vrijdag 22 januari 1971 kreeg Ron hersenproblemen en overleed. Op zijn begrafenis in Bredene was gans de Vlaamse mediawereld aanwezig. Iedereen die enige naam had was op de begrafenis van Ron. Ron werd begraven op het kerkhof op Sas Bredene. Het kerkhof is nu verdwenen. Als herdenking aan Ron Davis zijn de ornamenten van het graf verplaatst op het nieuwe kerkhof, de Priorij in Bredene.

## Eerbetoon
Ron bleef ook na zijn dood voortleven. In 1980 werd een jaarlijkse muziekwedstrijd ingericht in Bredene om jong talent te ondersteunen en een kans te geven. De winnaar of winnares kreeg een platencontract en een televisie optreden op de BRT televisie. Deze wedstrijd werd jaarlijks georganiseerd tot in 1983. 
In 2000 werd de Bredenaar van de eeuw gekozen via een referendum onder de inwoners van Bredene. De bekende wereldreiziger Staf Versluys werd toen verkozen. Ron eindigde op de 2deplaats.
In 2022 werd in Bredene een hommage aan Ron Davis georganiseerd. Verschillende artiesten uit zijn tijd traden op of waren er aanwezig.